# Elatos (Kreta)
Elatos war angeblich eine antike Stadt auf Kreta. 
Der Ort ist einzig in einer Aufzählung kretischer Orte bei Plinius, Naturalis historia 4, 59 genannt, ansonsten ist er unbekannt. Es scheint sich jedoch um einen Fehler bei Plinius zu handeln, gemeint ist wahrscheinlich Einatos.